# Minnie Maria Dronke
Minnie Maria Dronke, Künstlername Minnie Korten, (* 17. Juli 1904 in Berlin; † 28. August 1987 in Eastbourne, Lower Hutt, Neuseeland) war eine deutsche Schauspielerin. In ihrem neuseeländischen Exil arbeitete sie auch als Theaterpädagogin und Regisseurin.

## Leben
Maria Dronke wurde als Minnie Kronfeld und einzige Tochter des Rechtsanwalts Salomon oder Sally Kronfeld aus Thorn, Rechtsanwalt in Berlin seit 1894, Königlicher Justizrat und Notar, und seiner Frau Laura, Tochter des Kölner Kommerzienrats und Stadtverordneten Benjamin Liebmann in deren Wohnung in der Brückenallee 9 im Hansa-Viertel geboren; einer ihrer drei älteren Brüder war der spätere Psychotherapeut und Psychiater Arthur Kronfeld. 
Ihre Schulzeit am Dorotheen-Gymnasium schloss sie als „Klassenprima“ ab. Schon kurz vorher begann sie mit siebzehn bei Oskar Daniel, Direktor der Berliner Hochschule für Musik, ihre künstlerische Ausbildung, bei dem sie im Weiteren auch als Assistentin für Stimmbildung und Rezitation tätig war. An der Friedrich-Wilhelms-Universität hörte sie Vorlesungen in Philosophie und Literaturwissenschaft. Nach autobiographischen Angaben war sie „mit Einstein“ und Paul Tillich bekannt sowie mit Bert Brecht, Erich Engel, Edwin Fischer, Fritz Kreisler, Joseph Schwarz und Sigrid Onegin – über ihren als Theaterarzt tätigen und in der Kunst- und Kulturszene Berlins bekannten Bruder vielleicht auch mit der Schauspielerin Gertrud Eysoldt und anderen Kulturschaffenden der damaligen Zeit.
Im Dezember 1924 gab sie im Meistersaal in Berlin ihr Debüt mit einem Rezitationsabend. Danach arbeitete sie als Schauspielerin in den Ensembles folgender Theater: 
- 1925 Stadttheater München-Gladbach, nach autobiographischen Angaben in 18 Hauptrollen in neun Monaten
- 1926-1928 Burgtheater Wien mit Übernahme von Rollen auch im Akademietheater und Schönbrunner Schloßtheater sowie in der Staatsoper in Stücken von Arthur Schnitzler, Friedrich Hebbel, William Shakespeare, Oscar Wilde, Jean Racine, Jules Romains, Heinrich von Kleist, Henrik Ibsen, Bernhard Shaw u. a. - Bei der Gedenkveranstaltung zum Tode von Rainer Maria Rilke im Dezember 1926 wurde sie eingeladen, in den Wiener Kammerspielen Rilke-Texte vorzutragen.

- 1928/29 Neues Theater am Zoo Berlin
- 1929/30 Städtische Bühnen Münster
- 1930/31 Reußisches Theater Gera
- 1931/32 Stadttheater Altona
- 1932/33 Schauspielhaus Bochum

Nach eigenen Angaben spielte sie in diesen Jahren u. a.: Juliet in Romeo und Julia in einer Inszenierung von Max Reinhardt, Ophelia in Hamlet, Portia in Der Kaufmann von Venedig, Olivia in Was ihr wollt, Titania in Ein Sommernachtstraum, Gretchen und Helena in Faust I und II, Minna in Minna von Barnhelm und Elisabeth in Don Karlos.
Mit ihrem Übertritt zum Katholizismus im Jahre 1928 in Wien änderte sie ihren Vornamen zu Maria-Magdalena. 1931 verheiratete sie sich während ihres Hamburger Engagements mit dem in Altona tätigen Richter und Musiker Adolf Dronke. 
1933 musste sie ihre Karriere abrupt beenden, als die Nationalsozialisten nach dem Machtantritt Hitlers sofort jedes öffentliche Wirken von Juden verboten. Mit ihrem Mann zog sie nach Köln und brachte 1934 dort den Sohn Peter zur Welt, der später Literaturwissenschaftler an der Universität Cambridge wurde, und 1935 die Tochter Maria. Daneben engagierte sie sich in Katholischen Jugendorganisationen und gab Lesungen moderner katholischer Autoren wie Gertrud von le Fort, Paul Claudel, Rainer Maria Rilke, Theodor Haecker und Romano Guardini.
1938 ging sie ihrer Familie voraus in die Emigration nach England und mit dieser später nach Neuseeland, wo sie in Wellington bald als Theaterpädagogin zu arbeiten begann und bereits 1940 in der Eigenproduktion von The Kingdom of God von Gregorio Martínez Sierra ihre erste englischsprachige Rolle als Sister Gracia spielte. Rezitationsabende zur Vermittlung europäischer Literatur und weitere Inszenierungen (insgesamt 25) folgten, durch die sie allgemein bekannt wurde. 1951 nutzte sie die Ausgleichszahlung als Opfer nationalsozialistischer Verfolgung zur Gründung einer Schauspielschule in Eastbourne, Lower Hutt, aus der bis zur Beendigung ihrer pädagogischen Arbeit im Jahre 1957 führende neuseeländische Berufsschauspieler hervorgingen. - An der Victoria University of Wellington in Wellington begann sie danach noch einmal ein Studium und beschäftigte sich in einer Dissertation besonders mit Heinrich von Kleist.
1980 wurde Minnie Maria Dronke für ihre Leistungen mit dem OBE (Order of the British Empire) ausgezeichnet.